# Антошин Іван Миколайович
Іва́н Микола́йович Анто́шин (1981—2014) — капітан Збройних сил України, учасник російсько-української війни.

## Життєпис
Народився 1981 року в місті Очаків (Миколаївська область). Закінчив загальноосвітню школу № 2 імені П. П. Шмідта міста Очаків; від 2000 року в Збройних Силах України.
Випускник Одеського університету сухопутних військ. Командир роти, 92-га окрема механізована бригада. Від 2004 року проходив військову службу в 92-й окремій механізованій бригаді, село Клугино-Башкирівка Чугуївської міської ради; тут же понад 10 років проживала і його сім'я.
7 серпня 2014-го вирушив для виконання завдання в зону бойових дій. 14 вересня 2014-го загинув у Луганській області від підриву на вибуховому пристрої на «розтяжці» під час перевірки лісосмуги. Тоді ж загинув капітан Вадим Демиденко.
Похований в Очакові 16 вересня 2014 року.
Після його смерті сім'я виїхала з міста Чугуїв.

## Нагороди та вшанування
За особисту мужність і героїзм, виявлені у захисті державного суверенітету та територіальної цілісності України, вірність військовій присязі під час російсько-української війни, відзначений — нагороджений
- 27 червня 2015 року — орденом Богдана Хмельницького III ступеня.
- 28 травня 2015 року на навчальному корпусі ЗОШ № 2 відкрито меморіальні дошки випускникам Іванові Антошину, Михайлові Губриченку та Сергію Козакову.
- Його портрет розміщений на меморіалі «Стіна пам'яті полеглих за Україну» в Києві: секція 4, ряд 5, місце 26
- Вшановується в меморіальному комплексі «Зала пам'яті», в щоденному ранковому церемоніалі 14 вересня[1]